# 천봉 (신)
천봉(天鳳)은 중국 신(新) 왕망(王莽)의 두 번째 연호이다. 14년에서 19년까지 6년 동안 사용하였다.

## 연대대조표
| 천봉                | 원년       | 2년        | 3년        | 4년        | 5년        | 6년        |
| 서력                | 14년       | 15년       | 16년       | 17년       | 18년       | 19년       |
| 육십간지 (六十干支) | 갑술(甲戌) | 을해(乙亥) | 병자(丙子) | 정축(丁丑) | 무인(戊寅) | 기묘(己卯) |

## 같이 보기
- 중국의 연호

| 이전 연호 시건국(始建國) | 중국의 연호 신(新) | 다음 연호 지황(地皇) |